# OKB-1 EF 140
L'OKB-1 EF 140 était un avion prototype développé en Union soviétique par des ingénieurs allemands qui avaient été capturés à la fin de la Seconde Guerre mondiale.
Ils appartenaient à la société allemande Junkers et avaient construit pour les nazis un avion à réaction prototype Junkers Ju 287 qui servit de modèle.
Des modifications importantes furent cependant apportées par l'ingénieur Brunolf Baade.
L'avion fut développé par la société Corporation spatiale Energia (OKB). Il était conçu au départ comme bombardier, puis comme avion de reconnaissance.
Un seul EF 140 fut construit. Il commença ses essais en vol le 15 mars 1949 avec des réacteurs Rolls-Royce Nene, car les réacteurs Mikulin initialement prévus n'étaient pas encore au point.
Le projet fut abandonné avant l'achèvement du second prototype en raison des progrès réalisés par les avions à réaction classiques à l'époque.

### Développement lié
- OKB-1 EF 131

### Aéronefs comparables
- English Electric Canberra